# ساگیناو تاون‌شیپ نورت (میشیگان)
ساگیناو تاون‌شیپ نورت (به انگلیسی: Saginaw Township North) یک منطقهٔ مسکونی در ایالات متحده آمریکا است که در شهرستان سگینا، میشیگان واقع شده‌است. ساگیناو تاون‌شیپ نورت ۳۵٫۰ کیلومتر مربع مساحت و ۲۴٬۹۹۴ نفر جمعیت دارد.